# Robert Le Roy Livingston
Robert Le Roy Livingston (* 1778 in Claverack, New York; † 1836) war ein US-amerikanischer Politiker. Zwischen 1809 und 1812 vertrat er den Bundesstaat New York im US-Repräsentantenhaus.

## Werdegang
Robert Le Roy Livingston wurde während des Unabhängigkeitskrieges in Claverack geboren. Er graduierte am Princeton College. Am 14. Januar 1799 verpflichtete er sich als First Lieutenant in der zwölften US-Infanterie und wurde am 15. Juni 1800 ehrenhaft entlassen. Politisch gehörte er der Föderalistischen Partei an. Bei den Kongresswahlen des Jahres 1808 wurde Livingston im sechsten Wahlbezirk von New York in das US-Repräsentantenhaus in Washington, D.C. gewählt, wo er am 4. März 1809 die Nachfolge von Daniel C. Verplanck antrat. Er wurde einmal wiedergewählt, trat allerdings am 6. Mai 1812 von seinem Sitz zurück, um an dem Britisch-Amerikanischen Krieg teilzunehmen. Am 29. Mai 1812 verpflichtete er sich als Lieutenant Colonel in der 23. Infanterie und diente dort bis zu seinem Rücktritt am 1. Februar 1813. Er starb 1836.